# 圣但尼莱布尔
圣但尼莱布尔（法語：Saint-Denis-lès-Bourg，法語發音：[sɛ̃ dəni lɛ buʁ] ⓘ），法国东部城市，奥弗涅-罗讷-阿尔卑斯大区安省的一个市镇，隶属于布雷斯地区布尔格区，其市镇面积为12.58平方公里，2022年1月1日时人口数量为6,078人，在法国城市中排名第1,843位。
圣但尼莱布尔位于安省中西部，省会布雷斯地区布尔格西部，是布雷斯地区布尔格的一个近郊卫星城。

## 地名来源

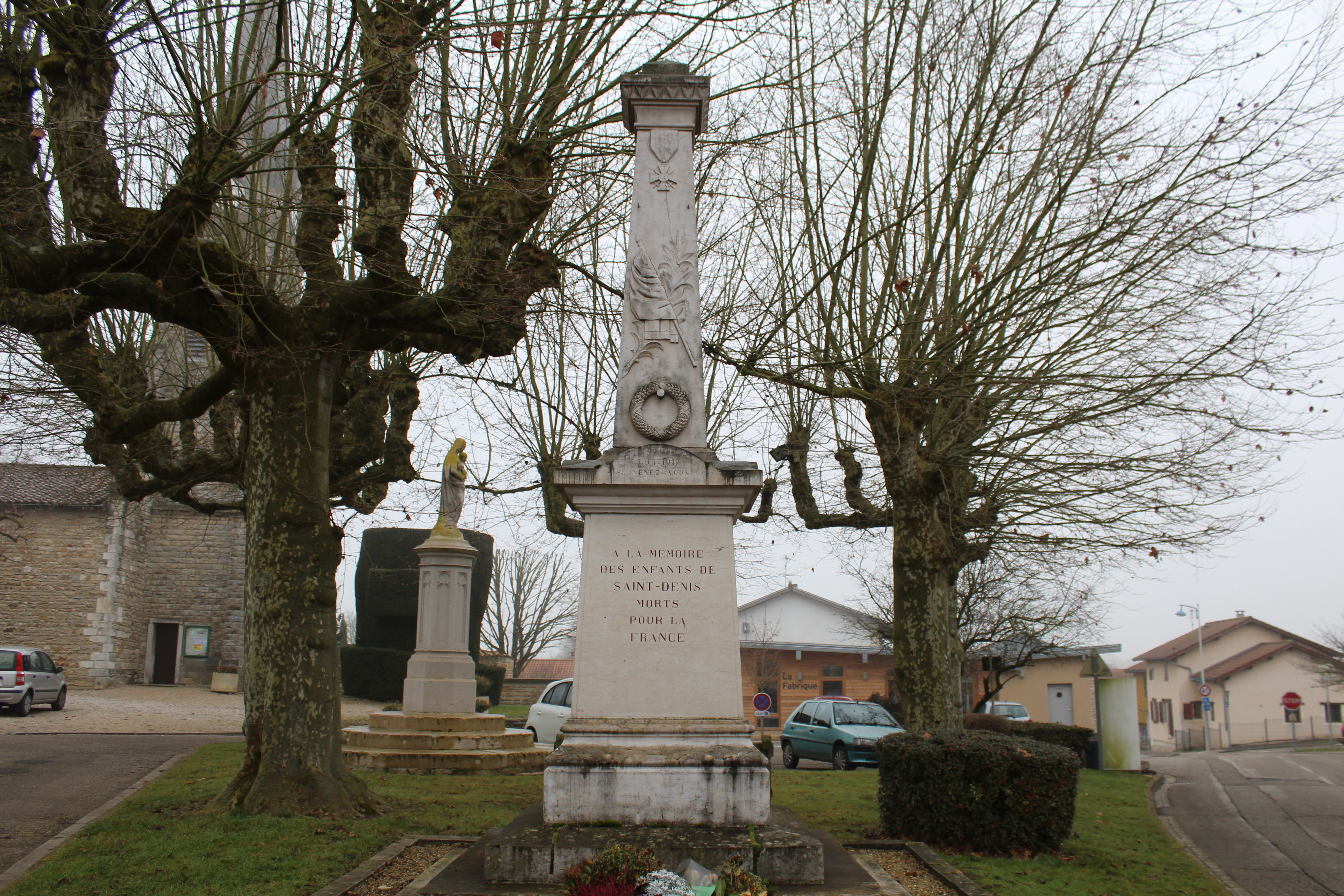
圣但尼莱布尔境内的烈士纪念碑

“Saint-Denis”一名可能出自巴黎同名主教；“-lès-Bourg”意为“布尔（格）附近的圣但尼”，与当地和布雷斯地区布尔格（Bourg-en-Bresse）之间的位置有关，这一后缀自1932年起成为当地官方名称的一部分。需要注意的是，在地名中，“Bourg”的“g”与后面的“en”因联诵而发音（故译作“布雷斯地区布尔格”），而在该地名中，“Bourg”的“g”并不发音。
法国大革命期间，当地曾被共和派更名为“Commune des Gaillards”；1910至1932年间，当地的官方名称曾为“Saint-Denis près de Bourg”（同样意为“布尔（格）附近的圣但尼”）。

## 历史
圣但尼莱布尔早期历史尚不清楚，当地最初于1084年在一份税收宪章中被提及。中世纪中后期，圣但尼长期为布尔格附近的一处普通村落，当地的首个教堂于1514年建成。法国大革命后，圣但尼成为安省的一个市镇。自工业革命起，随着布尔格的城市扩张，圣但尼人口数量逐年增加，当地出现了大片居民区。

## 地理

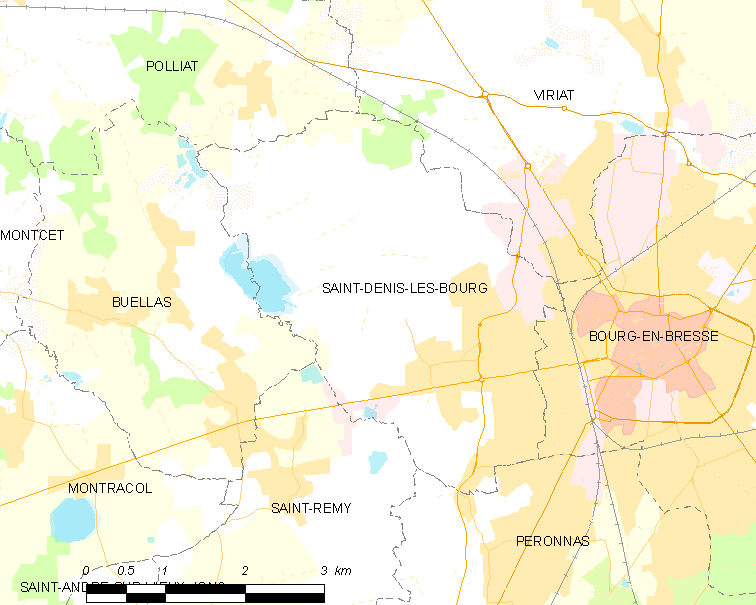
圣但尼莱布尔市镇范围地图

圣但尼莱布尔位于法国东部，奥弗涅-罗讷-阿尔卑斯大区北部偏东和安省中西部，距离省会布雷斯地区布尔格大约2公里。与圣但尼莱布尔接壤的市镇包括：布雷斯地区布尔格、比埃拉斯、佩罗纳斯、波利亚、圣雷米、维里亚。

### 地形
圣但尼莱布尔位于布雷斯地区腹地，境内以平原为主，市镇中心地势较为平坦，全境海拔在209到242米之间。

### 水文
圣但尼莱布尔位于罗讷河流域范围内，韦勒河自南向北流经境内西部，该河有一处天然湖泊。

### 植被
圣但尼莱布尔属于温带阔叶混交林区，林地散落分布于市镇范围内的多个区域。
在鲜花城市的评比中，圣但尼莱布尔被评为2星级鲜花城市。

### 气候
圣但尼莱布尔在柯本气候分类法中属于带有大陆性特征的温带海洋性气候。

## 行政区划
圣但尼莱布尔的市镇编号为01344，邮政编号为01000。
在行政管理方面，圣但尼莱布尔隶属于法国奥弗涅-罗讷-阿尔卑斯大区安省布雷斯地区布尔格区；在地方选举方面，圣但尼莱布尔隶属于布雷斯地区布尔格第二县，其市镇范围全境被划入安省第一选区；在社会管理方面，圣但尼莱布尔是布雷斯地区布尔格地区城市圈公共社区的组成部分。
法国国家统计与经济研究所（简称）在进行数据统计时，将圣但尼莱布尔及相邻的另外4个市镇设为布雷斯地区布尔格城市核心区，并将包括核心区在内的周边共68个市镇划为布雷斯地区布尔格城市区。自2020年起，布雷斯地区布尔格城市区被包含80个市镇的布雷斯地区布尔格城市辐射区代替。此外，还将圣但尼莱布尔市镇整体看作一个“块区”（IRIS），以便于统计人口分布情况。

## 交通

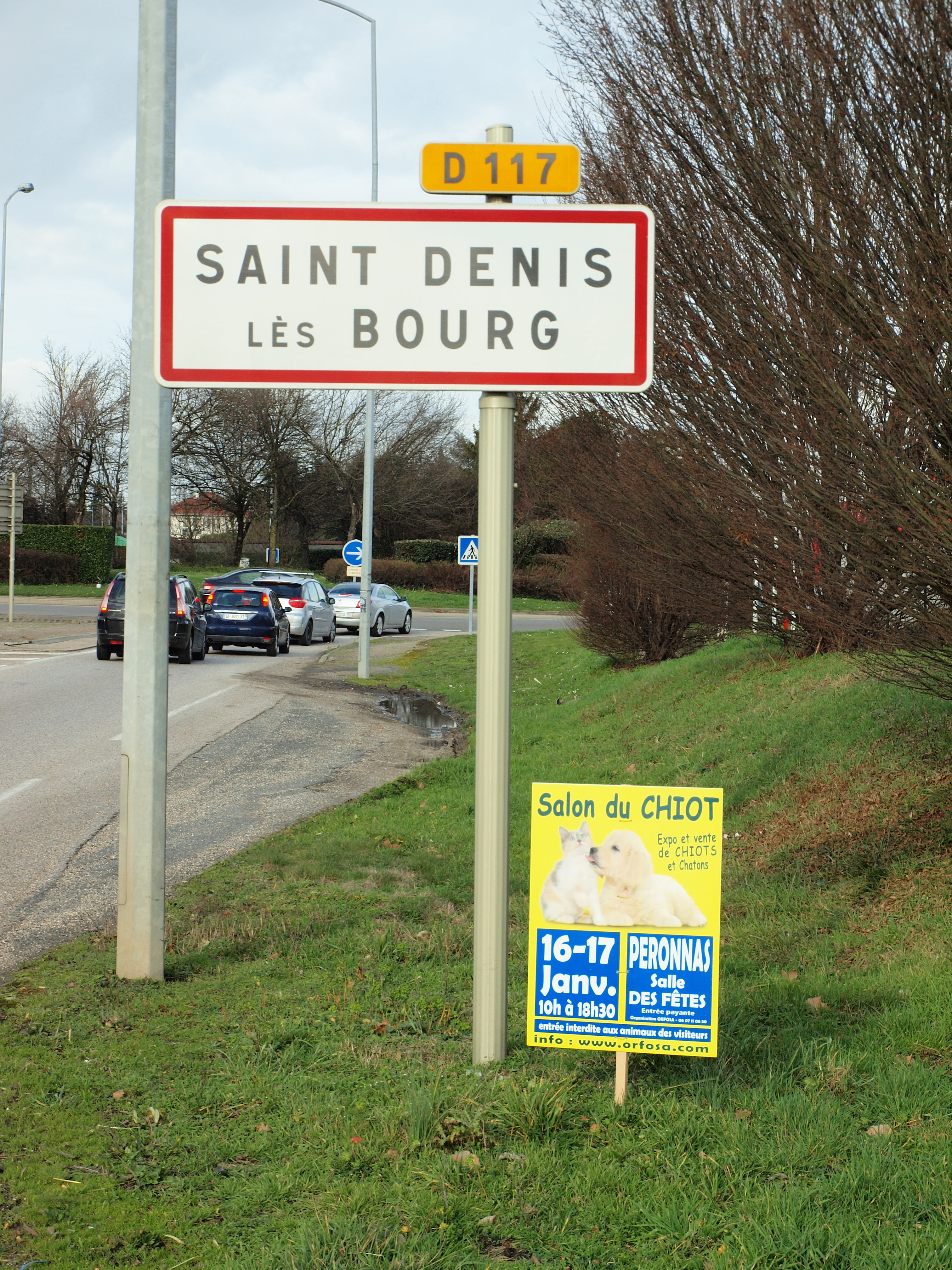
圣但尼莱布尔的入城路牌

### 公路
安省省道D117线和D936线在圣但尼莱布尔境内交汇。
2019年，86.9%的圣但尼莱布尔家庭拥有至少一辆私人汽车。2019年，圣但尼莱布尔境内共发生各类交通事故3起，造成4人受伤，其中1人重伤。
| 5 | 8.7 |

| 布雷斯地区布尔格 | 3.5 |

| 维里亚 | 8 |

| 佩罗纳斯 | 4 |

### 铁路
距离圣但尼莱布尔最近的客运铁路车站为2公里外的布雷斯地区布尔格站，该站是一个区域性的铁路枢纽，停靠往返于巴黎和日内瓦之间的TGV Lyria列车，以及前往里昂、马孔、昂贝略昂比热、奥约纳、第戎和贝桑松六个方向的区域列车。

### 航空
距离圣但尼莱布尔最近的民用航空站为里昂圣埃克絮佩里机场，距离圣但尼莱布尔市中心的公路里程约65公里。

### 城市公共交通
圣但尼莱布尔是布雷斯地区布尔格城市公共交通（商业名称为，2019年5月以前为Tub）的服务范围，后者是当地的城市公共交通系统。截至2022年11月，该系统共包括8条公交线路，其中公交5路、6路和7路经过维里亚市区。

## 政治

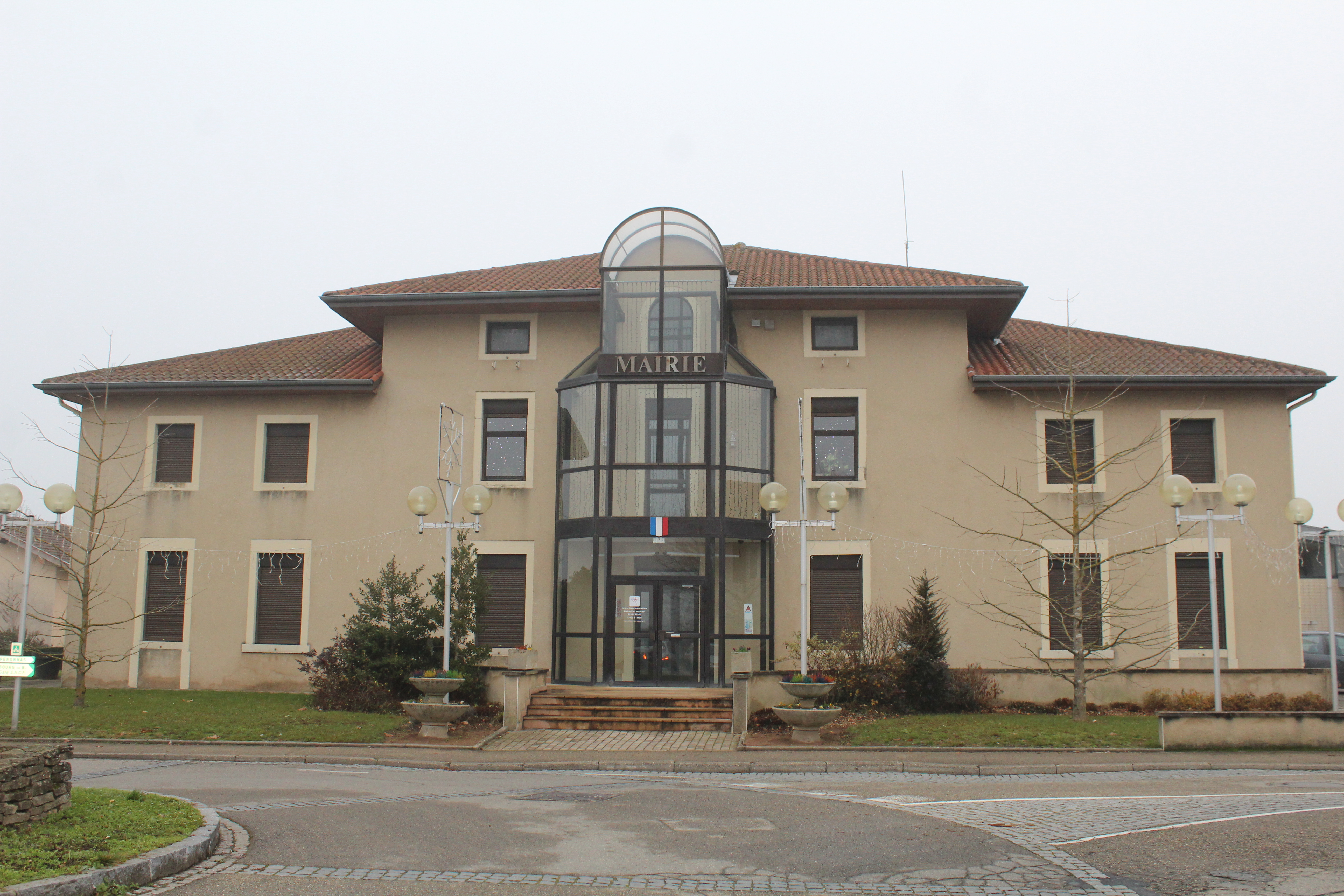
圣但尼莱布尔市政厅

圣但尼莱布尔的现任市长为纪尧姆·福韦先生（Guillaume FAUVET），他是一名左翼无党派人士的一名成员，在2020年的市政选举中获得了100.00%的支持率（无其他候选人）。
在2022年的法国总统大选中，法国第25任总统埃马纽埃尔·马克龙在圣但尼莱布尔获得了64.84%的支持率。

## 人口
2019年，圣但尼莱布尔市镇人口数量为5,943，在法国排名第1,843位。其中男性2,900人，女性3,043人，75岁及以上人口占10.2%，外籍人口数量为174人，人口密度为472人/平方公里，当地居民被称为（男性）或（女性）。2020年，圣但尼莱布尔境内出生43人，死亡人口53人。
| 圣但尼莱布尔1901年－2019年人口变化情况 |
|                                        |
| 数据来源：Cassini、INSEE               |

## 经济
圣但尼莱布尔是布雷斯地区布尔格的一个近郊卫星城。截止2022年11月，圣但尼莱布尔市镇范围内共有各类用人单位（包含自雇）735家，平均历史为14年，均为中小型企业（PME），2022年9月至11月间，当地的经济活力指数为2.04%。（电子材料）、（工程研究）及（管道施工）是当地2021年营业额最高的三个企业，分别为4,188,032欧元、3,473,697欧元和3,430,657欧元。

## 财政与居民收入
2020年，圣但尼莱布尔的财政收入总额为4,756,510欧元，财政支出总额为3,835,850欧元，当年的债务总额为7,002,310欧元。2021年，圣但尼莱布尔市镇共获得256,261欧元的国家财政补助，比上一年减少了1.91%。
2020年，圣但尼莱布尔的人均月收入总额为2,298欧元，其中高级职员为3,899欧元，低于法国平均水平（4,230欧元）；中级职员为2,417欧元，高于法国平均水平（2,411欧元）；普通职员为1,735欧元，低于法国平均水平（1,740欧元）。
2019年，圣但尼莱布尔境内的青壮年（15至64岁）失业率为8.2%，当地60.6%的家庭拥有纳税资格，平均纳税3,175欧元，低于法国平均水平（3,910欧元）。

## 社会事务

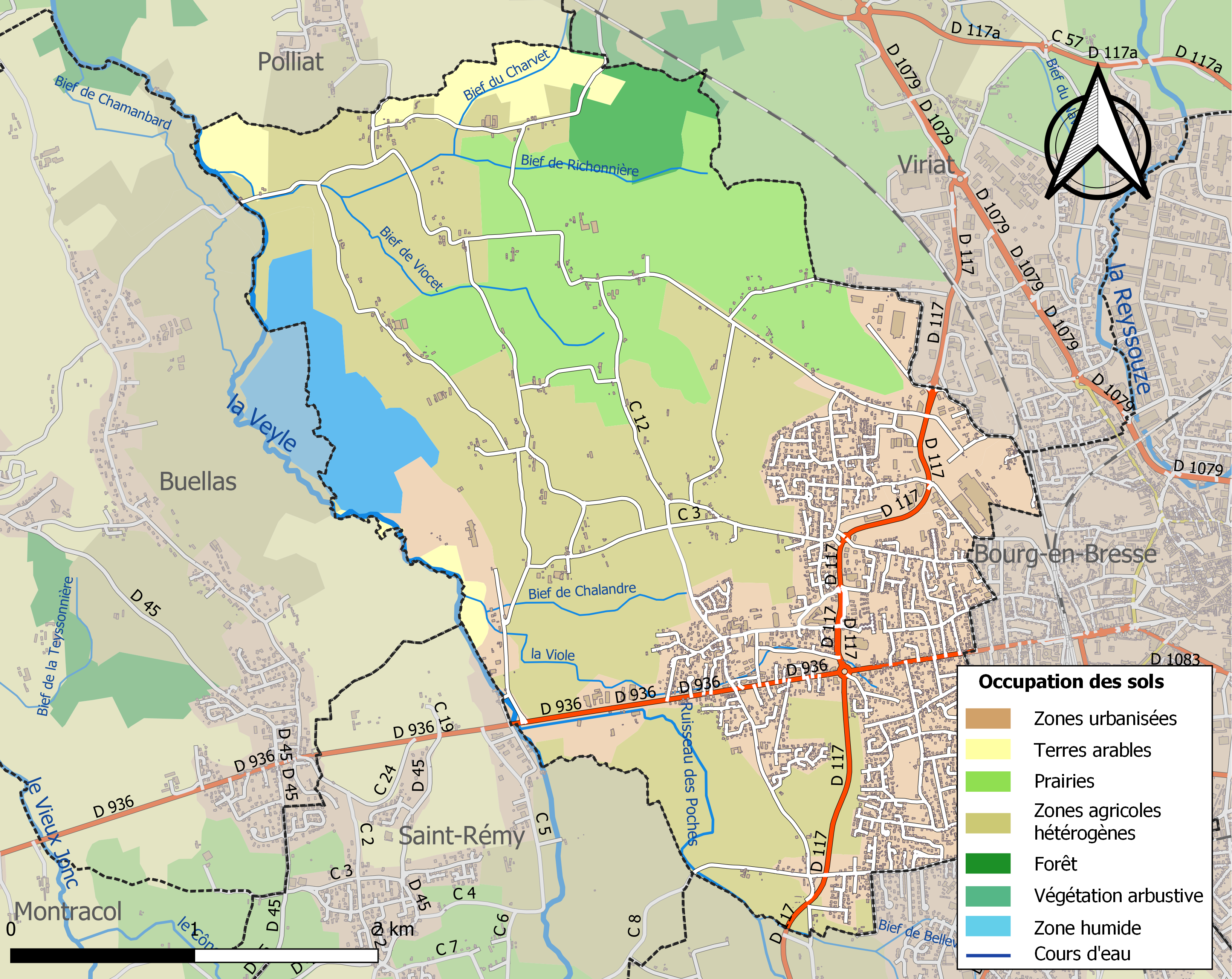
圣但尼莱布尔土地利用情况地图

### 教育
圣但尼莱布尔属于里昂学区。截止2021年1月1日，圣但尼莱布尔境内共有1所幼儿园、1所小学和1所初级中学。2018至2019学年度，圣但尼莱布尔境内共有在校中等教育阶段学生610名。

### 医疗
截止2021年1月1日，圣但尼莱布尔境内共有全科医生5名、保健师13名、牙医8名、护士7名和助产士1名。境内共有药房2家。
距离圣但尼莱布尔最近的区域性医疗机构是布雷斯地区布尔格中心医院（Centre Hospitalier de Bourg-en-Bresse）的服务范围，其主病区“弗莱里亚中心医院”（Centre Hospitalier de Fleyriat）位于维里亚市区南部，设有床位584个，是当地规模最大的公立综合性医院。

### 住房
2019年，圣但尼莱布尔境内共有各类住房2,814套，其中78.0%为独立式居民区，20.9%为集中式居民区。常住房屋占圣但尼莱布尔市镇范围内居民建筑总量的94.8%。
在住房保障政策方面，2021年，圣但尼莱布尔境内共有304户家庭获得了住房经济补助，受益人数占总人口数量的5.1%，其中283份为房租补助。

### 商业
2021年，圣但尼莱布尔境内共有各类实体商铺87家，其中餐厅6家、大型超市2家、杂货店1家、面包房1家、肉铺1家、书店1家、美容美发店7家、汽车维修店7家。镇中心建有家乐福和Netto综合超市。

### 体育
2021年，圣但尼莱布尔境内共有2间体育馆、8处网球场、1处足球或橄榄球场以及1处篮球或排球场。
截至2022年11月，圣但尼莱布尔奥林匹克（Olympique Saint Denis lès Bourg，编号530041）是圣但尼莱布尔境内唯一的一家注册足球俱乐部，其主队2022至2023赛季参加安省足球联赛丙组（法国第十一级别），其主场为市政球场（Stade municipal）。

### 环境
圣但尼莱布尔的环境事务由其所属的布雷斯地区布尔格地区城市圈公共社区联合各级政府协调负责。2021年，圣但尼莱布尔境内共有2家污染企业。

### 治安
圣但尼莱布尔及其附近的共4个市镇是布雷斯地区布尔格警区（zone police de Bourg en Bresse）的管辖范围。2020年，该警区累计记录各类案件3,151起，其中盗窃类案件1,456起，经济类案件449起，毒品交易类案件403起。

## 文化

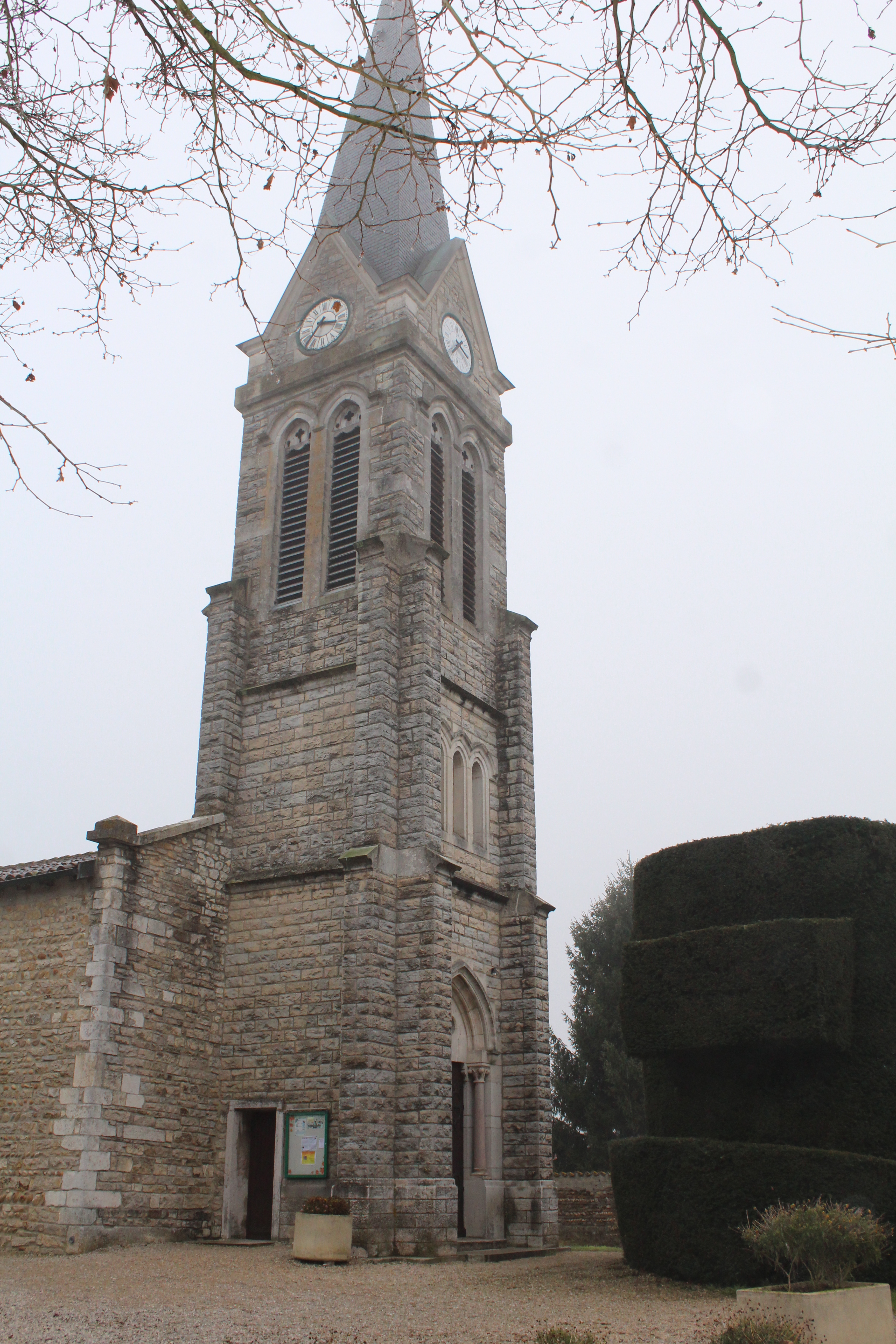
圣但尼教堂

2021年，圣但尼莱布尔境内暂无任何文化设施。圣但尼莱布尔境内建有多媒体中心（Médiathèque l'Odyssée），每周二、三、五、六向公众开放。

### 建筑
圣但尼莱布尔境内有多处历史建筑，其中镇中心的圣但尼教堂（Église Saint-Denis de Saint-Denis-lès-Bourg）是当地的地标性建筑物。

### 旅游
圣但尼莱布尔的旅游事务由其所属的布雷斯地区布尔格地区城市圈公共社区负责。2022年，圣但尼莱布尔境内暂无任何游客接待设施。

### 媒体
法国主要的媒体均可在圣但尼莱布尔接收，法国电视三台下属的奥弗涅-罗讷-阿尔卑斯大区频道在部分时段播出圣但尼莱布尔所属区域的地方新闻。《安省之声》、《进步报》、Scoop广播等是当地主要的地方性媒体。

## 友好城市
截至2022年11月，圣但尼莱布尔共与两座城市互为友好城市关系：
- 德国 舒特瓦尔德
- 羅馬尼亞 雷代亚乡